# Asclepias erosa
Asclepias erosa es una especie de angiosperma perteneciente a la familia de las apocináceas.

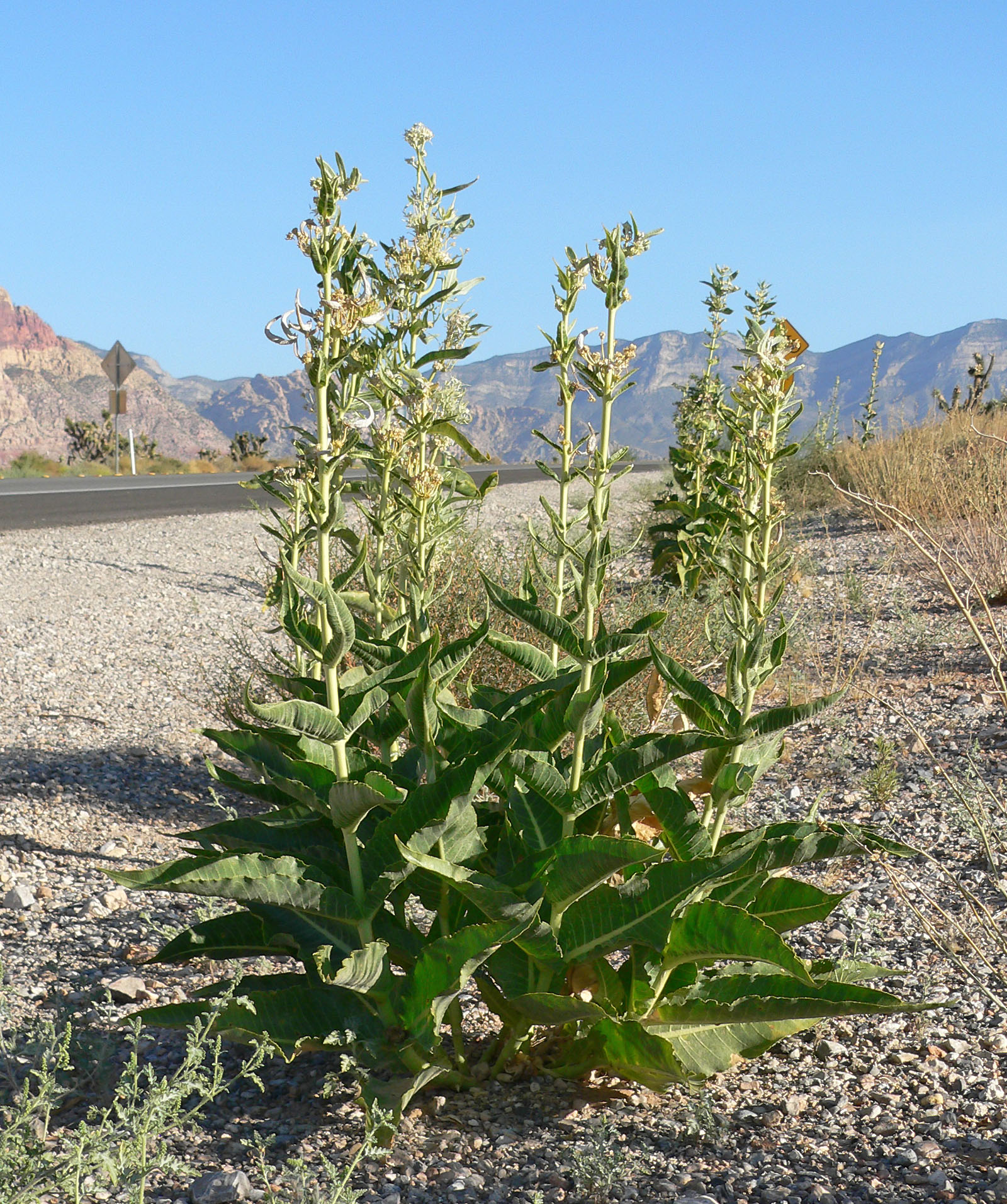
En su hábitat

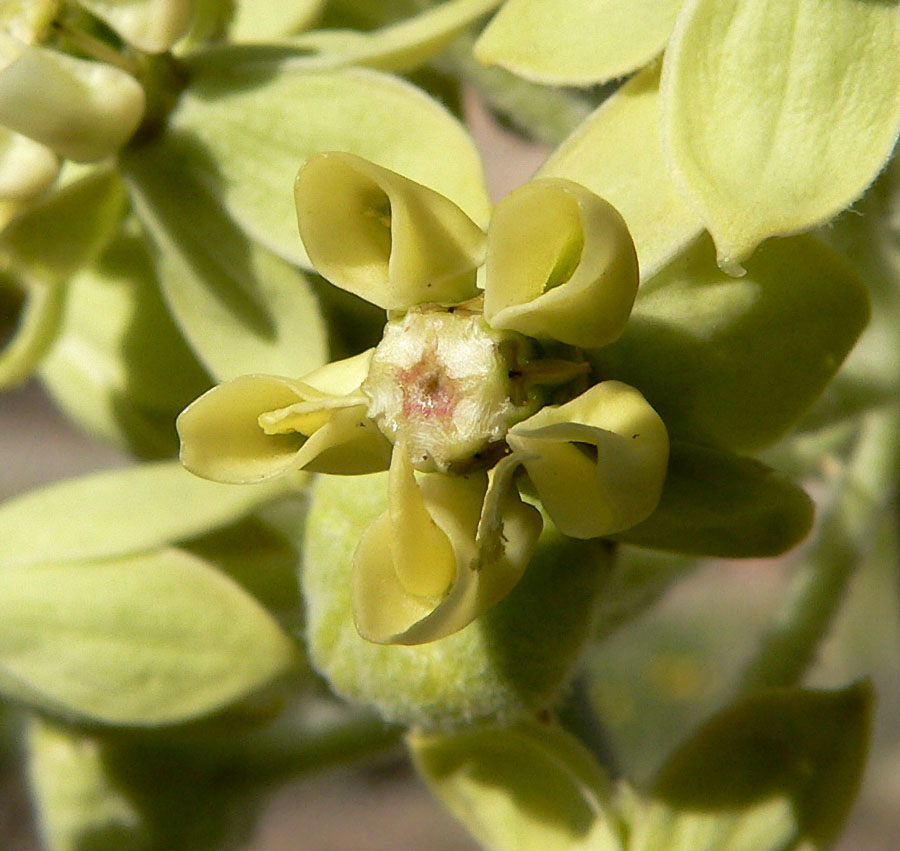
Detalle

## Descripción
Es una hierba perenne erecta con tallos de color amarillo-verdosos y el follaje en tonos de verde pálido blanquecino a verde oscuro con veteado blanco. Puede sin pelo o muy difusa. Es una planta robusta con un sólido tallo. Encima de la raíz tiene una redondeada umbela de flores color amarillento o crema. Cada flor es espesa, con recogidas corolas debajo de un centro integrado de flores redondeadas con filamentos de cuernos. 

## Distribución y hábitat
Es nativa del sur de California, Arizona y el norte de Baja California, donde es más abundante en las regiones del desierto. 

## Usos
La planta está llena de una savia  viscosa de color tostado y sólida como una especie de goma de mascar utilizada por grupos locales de indígenas americanos.

## Taxonomía
Asclepias erosa fue descrita por  John Torrey  y publicado en Report on the United States and Mexican Boundary . . . Botany 2(1): 162. 1859.
Etimología
Asclepias: nombre genérico que Carlos Linneo nombró en honor de Esculapio (dios griego de la medicina), por las muchas aplicaciones medicinales que tiene la planta.
erosa: epíteto
Sinonimia
- Asclepias erosa var. obtusa (A.Gray) A.Gray
- Asclepias leucophylla Engelm.
- Asclepias leucophylla var. obtusa A.Gray[2]